# Okrężnica (sieć)
Okrężnica – sieć rybacka do połowu morskich ryb ławicowych. Połów odbywa się otaczając ławicę siecią ściąganą wzdłuż podbory przy pomocy liny sznurującej i zamykaną następnie od dołu. Poławia się w ten sposób gatunki pelagiczne (m.in. śledzie, makrele, tuńczyki).